# Mircea Dem. Rădulescu
Mircea Dem. Radulescu (n. 29 iulie 1889, Giurgiu, Vlașca, România – d. 6 iunie 1946) a fost un poet și dramaturg român.

## Biografie
Mircea Dem, Rădulescu a urmat școala generală la Giurgiu, apoi liceul la București. A lucrat ca bibliotecar în Ministerul Industriilor și ca inspector în Ministerul Artelor. În 1943 i-a fost acordat Premiul Național pentru Teatru.
A publicat versuri („Eroice”, „Leii de piatră”), care s-au remarcat doar prin intenția lor de a evoca viața mondenă, apoi s-a dedicat industriei teatrale („Serenada din trecut”, „Petroniu”, „Bizanț”).

## Opera
- Leii de piatră, versuri, București, 1914 (ed. a III-a, 1924);
- Poeme eroice, București, 1915;
- Suflet și uzină, versuri, București, 1919;
- O noapte la Mircești, București, 1920 (în colab. cu Alfred Moșoiu);
- Sufletul patriei, versuri, București, [1921];
- Serenada din trecut, București, 1921 (ed. a II-a, 1937);
- Legenda coroanei, București, 1922;
- Bizanț, București, 1924;
- Portrete și amintiri, București, 1924;
- Poeme pentru Galateea, București, 1925;
- Eroice, ed. a II-a, București, f.a. (ed. a VI-a, 1927);
- Cântarea eroilor, București, 1933;
- Rapsodii românești, București, 1935;
- Povestea ghiocelului, București, 1937;
- Pe-aicea nu se trece, București, 1938 (în colab. cu Corneliu Moldovanu);
- Sufletul patriei, București, 1940;
- Făuritorii, București, f.a.;
- Hotarele sfinte, București, f.a.;
- Petronius, f. 1., f.a.